# 早晨

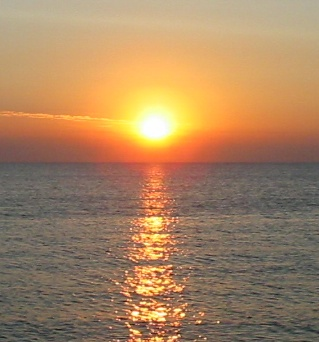
旭日初昇

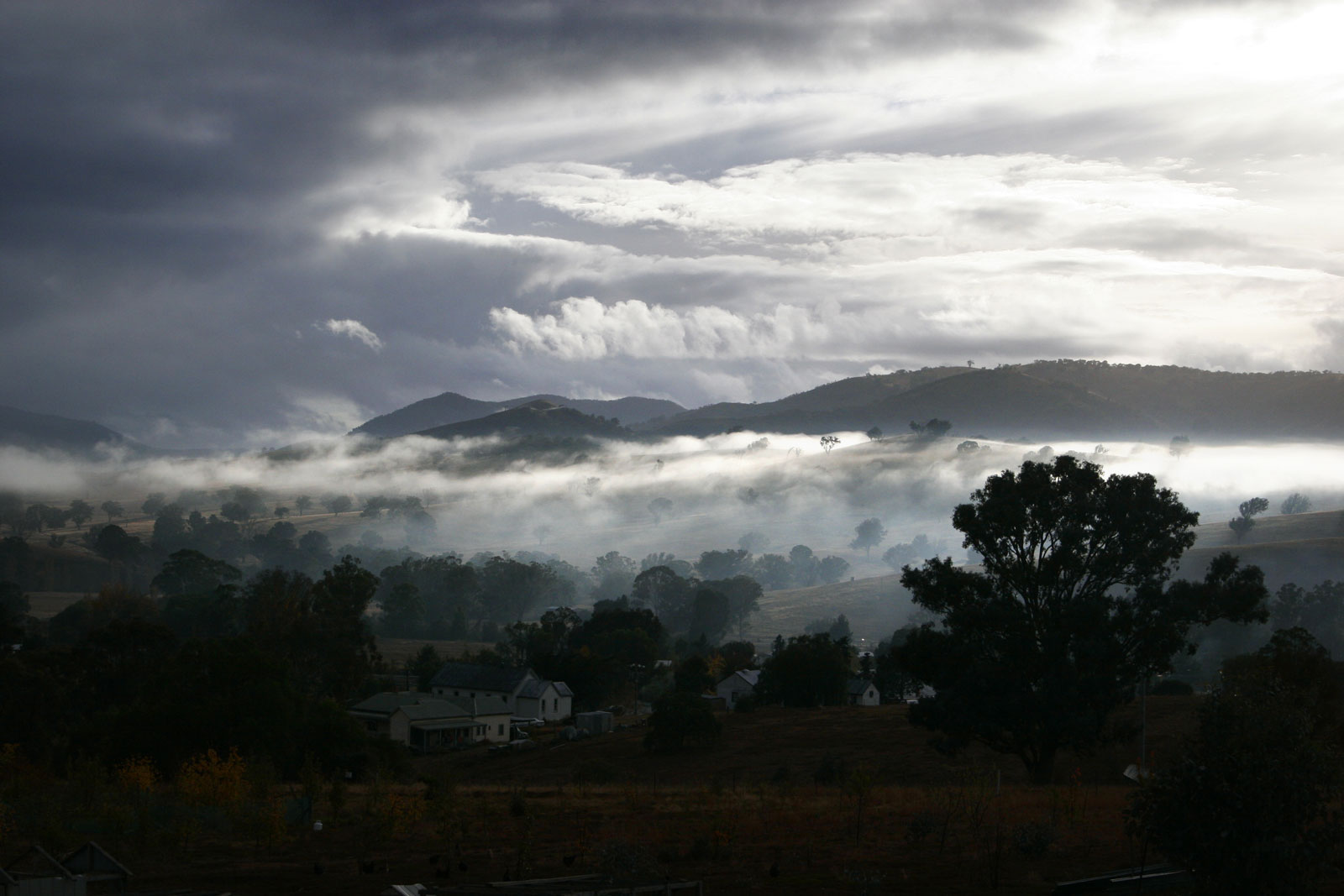
淡薄的晨霧

早晨，也稱為早上、晨、朝，字面上看就是辰时（日出后的时间）的前半段，早晨與日光及晚上合組成一天。但也有说法早晨为10点之前。
早晨為一天之始，往往被視為充滿朝氣的時刻，因此中國古語亦說“一日之計在於晨”。在早晨時售賣的報紙被稱作晨報、早报或日报，與之相反的為晚報。人們在早晨時份會進食早餐。

## 與早晨相關的用詞
- 在日出之前的時份，稱為凌晨
- 在日出前后的時份，稱為清晨。[1]香港天文台對清晨的定義曾為午夜到凌晨4時[2]，但現在「清晨」已從天文台的工作詞彙剔除。